# Knooppunt Rijnsweerd
Knooppunt Rijnsweerd is een Nederlands knooppunt van twee autosnelwegen: de A27 en de A28, gelegen aan de oostkant van Utrecht. Het knooppunt is volledig opengesteld in 1986, en is een voorbeeld van een klaverturbine.
Het knooppunt is genoemd naar het aangrenzende woon- en werkgebied Rijnsweerd. De verbindingsweg tussen de A28 naar de A27 in zuidelijke richting bestaat uit een flauwe bocht, genaamd Varkensbocht, omdat er ooit een vrachtwagen met varkens verongelukte.

## Richtingen knooppunt
| Aansluitende wegen                  | Aansluitende wegen                       | Aansluitende wegen                   | Aansluitende wegen | Aansluitende wegen |
| ----------------------------------- | ---------------------------------------- | ------------------------------------ | ------------------ | ------------------ |
|                                     |                                          | richting Hilversum / Eemnes / Almere |                    |                    |
|                                     |                                          |                                      |                    |                    |
| richting Utrecht oost / -Rijnsweerd | richting Amersfoort / Zwolle / Groningen |                                      |                    |                    |
|                                     |                                          |                                      |                    |                    |
|                                     |                                          | richting Vianen / Gorinchem / Breda  |                    |                    |

Almere · Amstel · Arnestein · Assen · Azelo · Badhoevedorp · Bankhoef · Batadorp · Beekbergen · Benelux · Beverwijk · Bodegraven ·  Boterdiep ·  Buren · Burgerveen · Coenplein · De Baars · De Hoek · De Hogt · De Nieuwe Meer · De Poel · De Punt · De Stok · Deil · Diemen · Drachten · Drie Klauwen · Eemnes · Ekkersweijer · Emmeloord · Empel · Euvelgunne · Everdingen · Ewijk · Galder · Gooimeer · Gorinchem · Gouwe · Grijsoord · Hattemerbroek · Heerenveen · Hellegatsplein · Het Vonderen · Hintham · Hoevelaken · Hofvliet · Holendrecht · Holsloot · Hoogeveen · Hooipolder · IJmuiden (niet officieel) · Joure · Julianaplein · Kerensheide · Kethelplein · Klaverpolder · Kleinpolderplein · Kooimeer · Kruisdonk · Kunderberg · Lankhorst · Leenderheide · Lunetten · Maanderbroek · Markiezaat · Muiderberg · Neerbosch · Noordhoek · Ommedijk · Oud-Dijk · Oudenrijn · Paalgraven · Princeville · Prins Clausplein · Raasdorp ·  Reitdiep ·  Ressen · Ridderkerk · Rijkevoort · Rijnsweerd · Rottepolderplein · Rozenburg · Sabina · Sint-Annabosch · Stelleplas · Slufter · Ten Esschen · Terbregseplein · Tiglia · Vaanplein · Valburg · Velperbroek · Velsen · Vlaardingen · Vught · Waterberg · Watergraafsmeer · Werpsterhoek · Westerlee · Ypenburg · Zaandam · Zaarderheiken · Zonzeel · Zoomland · Zuidbroek · Zurich

Geplande knooppunten:
De Liemers · Zestienhoven

Voormalige knooppunten:
Bocholtz · Ekkersrijt · Europaplein (Groningen) · Europaplein (Maastricht) · Lindenholt